# Fabien Tilliet
Fabien Tilliet (ur. 3 marca 1980 w Annecy) – francuski wioślarz, reprezentant Francji w wioślarskiej czwórce bez sternika wagi lekkiej podczas Letnich Igrzysk Olimpijskich w Pekinie.

## Osiągnięcia
- Mistrzostwa Świata – Gifu 2005 – czwórka bez sternika wagi lekkiej – 1. miejsce[1].
- Mistrzostwa Świata – Eton 2006 – czwórka bez sternika wagi lekkiej – 2. miejsce[1].
- Mistrzostwa Świata – Monachium 2007 – czwórka bez sternika wagi lekkiej – 2. miejsce[1].
- Igrzyska Olimpijskie – Pekin 2008 – czwórka bez sternika wagi lekkiej – 4. miejsce[1].
- Mistrzostwa Świata – Poznań 2009 – dwójka bez sternika wagi lekkiej – 1. miejsce[2].
- Mistrzostwa Europy – Brześć 2009 – czwórka bez sternika wagi lekkiej – 1. miejsce[2].
- Mistrzostwa Europy – Montemor-o-Velho 2010 – dwójka bez sternika wagi lekkiej – 1. miejsce[2].